# Grijó de Parada
Grijó de Parada is een plaats (freguesia) in de Portugese gemeente Bragança en telt 380 inwoners (2001).